# Дзялятичі
Дзяля́тичі (біл. Дзяля́цічы, Dzialacičy) — село в Білорусі, на лівому березі річки Німан. Входять до складу Любчанської пассради Новоградського району Гродненської області. Населення на 2008 рік становило 213 осіб. Знаходяться за 30 км на північний захід від Новогрудка, за 55 км від залізничної станції Наваельня; на трасі Любча-Уселюб.
Делятичі — старовинне містечко історичної Новоградщини.

## Назва
За місцевою вимовою топонім звучить як Далятичі. Офіційний правопис — Дзялятичі.

## Історія

### Велике князівство Литовське

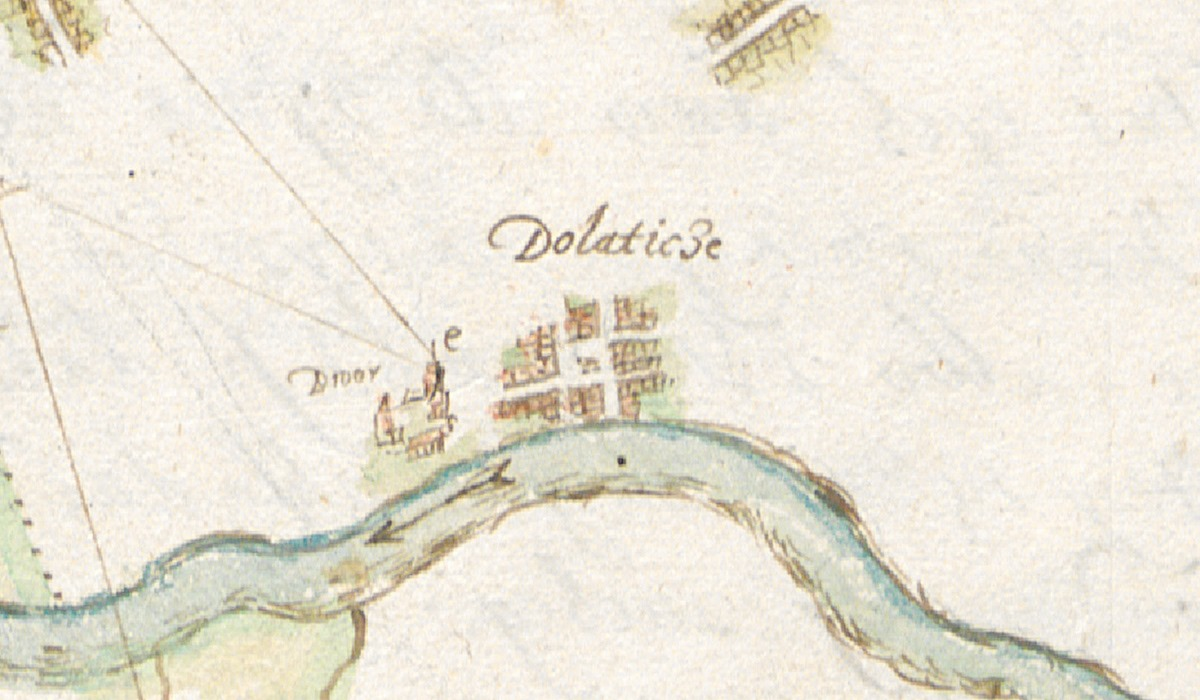
План містечка, 1640-го року

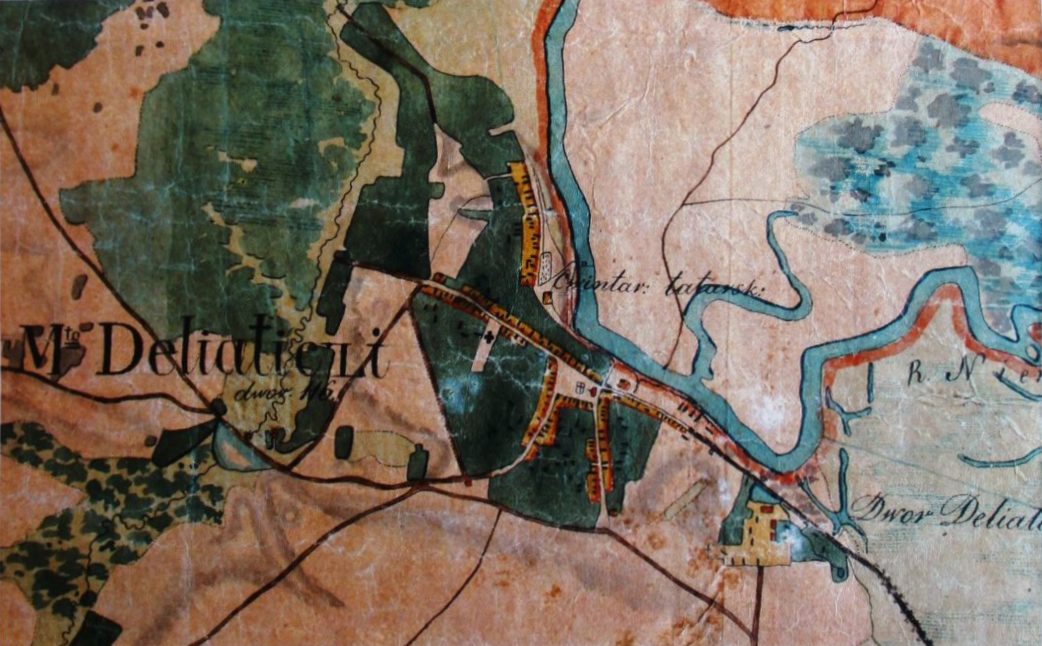
План містечка, XIX ст.

Вперше Дзялятичі згадуються у 2-й половині XIV ст. як двір великих князів. У 1428 році великий князь Вітовт передав поселення своїй дружині Уляні. На мапі Томаша Маковського 1613 р. Дзялятичі вказані як містечко. З 17 ст. маєтком володіли Радзивіли.
У першій половині 17 ст. на території маєтку Делятич був кальвінський збір, млин, пивоварня, корчма, сади та хутір з городом. У містечку в 1652 р. був Ринок (на 19 базарах жили тільки християни), 3 вулиці (Новаградська, Уселюбська, Віленська), 101 двір, церква; у 1751 році — 69 дворів.

### Під владою Російської імперії
Внаслідок третього поділу Речі Посполитої (1793 р.) Дзялятичі опинились у складі Російської імперії, у Любчанській волості Новоградського повіту. У 1807 р. на площі Ринок було 10 християнських і 7 єврейських площ, у 1828 р. — 8 християнських і 10 єврейських, а в 1869 р. площу Ринок заселяли лише євреї — 22 площі. У 1869 році в містечку було 62 єврейські двори, вони розташовувалися на всіх вулицях: на Новоградській – 5, на Вселюбській – 13, на Віленській – 15, на Любчанській – 3, на Юридиці – 4. На той час у селі було 75 селянських дворів. Дзялятичі, які вже стали власниками їхніх земель, а також 7 татарських дворів (з них 5 на вул. Новоградській, 2 на вул. Юридиці). У 1819 році в містечку було 113 дворів, у 1859 році — 75, у 1870-х роках — 71, а також церква, школа та млин, 2 крамниці. За результатами перепису 1897 року тут було 229 дворів, 2 церкви, 2 школи, крамниця, постоялий двір, 2 млини.
Під час Першої світової війни в 1915 році Дзялятичі були окуповані військами Німецької імперії.

### Найновіший час
25 березня 1918 року згідно з Третьою Статутною Грамотою Дзялятичі були оголошені частиною Білоруської Народної Республіки. Жителі містечка отримали Грамоти Народного Секретаріату БНР. 1 січня 1919 року згідно з постановою 1-го з'їзду КП(б)У Дзялятичі увійшли до складу Білоруської СРР. За Ризьким мирним договором 1921 року вони увійшли до складу міжвоєнної Польської Республіки. Тоді у місті утворилася греко-католицька парафія. При ній працював церковний хор, яким керував дядько Якуб Сямашка. У репертуарі хору були й білоруські народні пісні. Деякі хористи згодом увійшли до відомого хору Ригора Ширми. З 1935 року білоруський католицький священик візантійського обряду о. В’ячеслав Аношка, який був членом Ради Білоруського екзархату Греко-Католицької Церкви.

У 1939 році Дзялятичі приєдналися до БРСР. Статус поселення було знижено до села. У 1971 році тут було 360 дворів, у 1993 році — 218, а в 1997 році — 191.

Містечко на старих світлинах
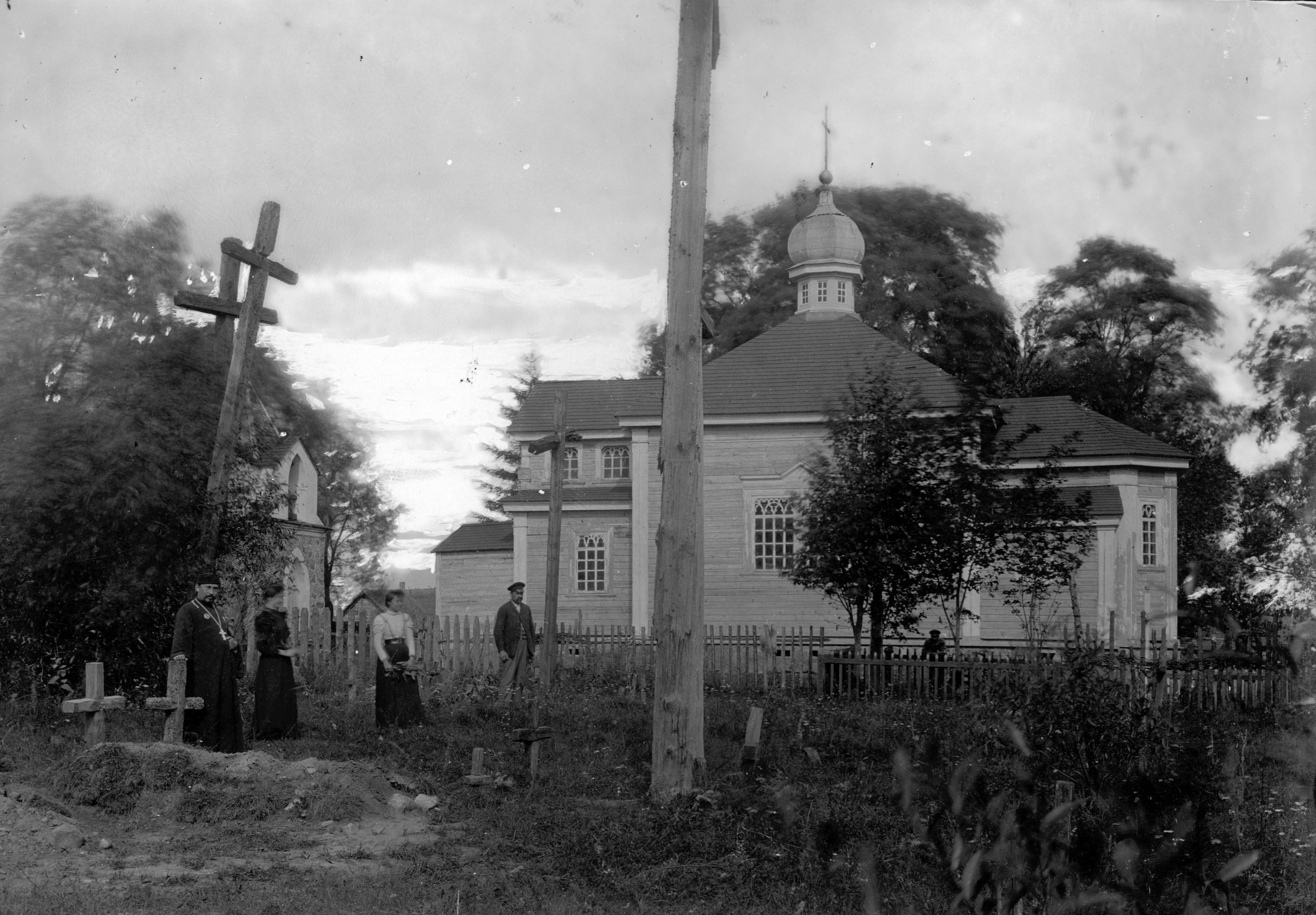
Церква, близько 1900 року
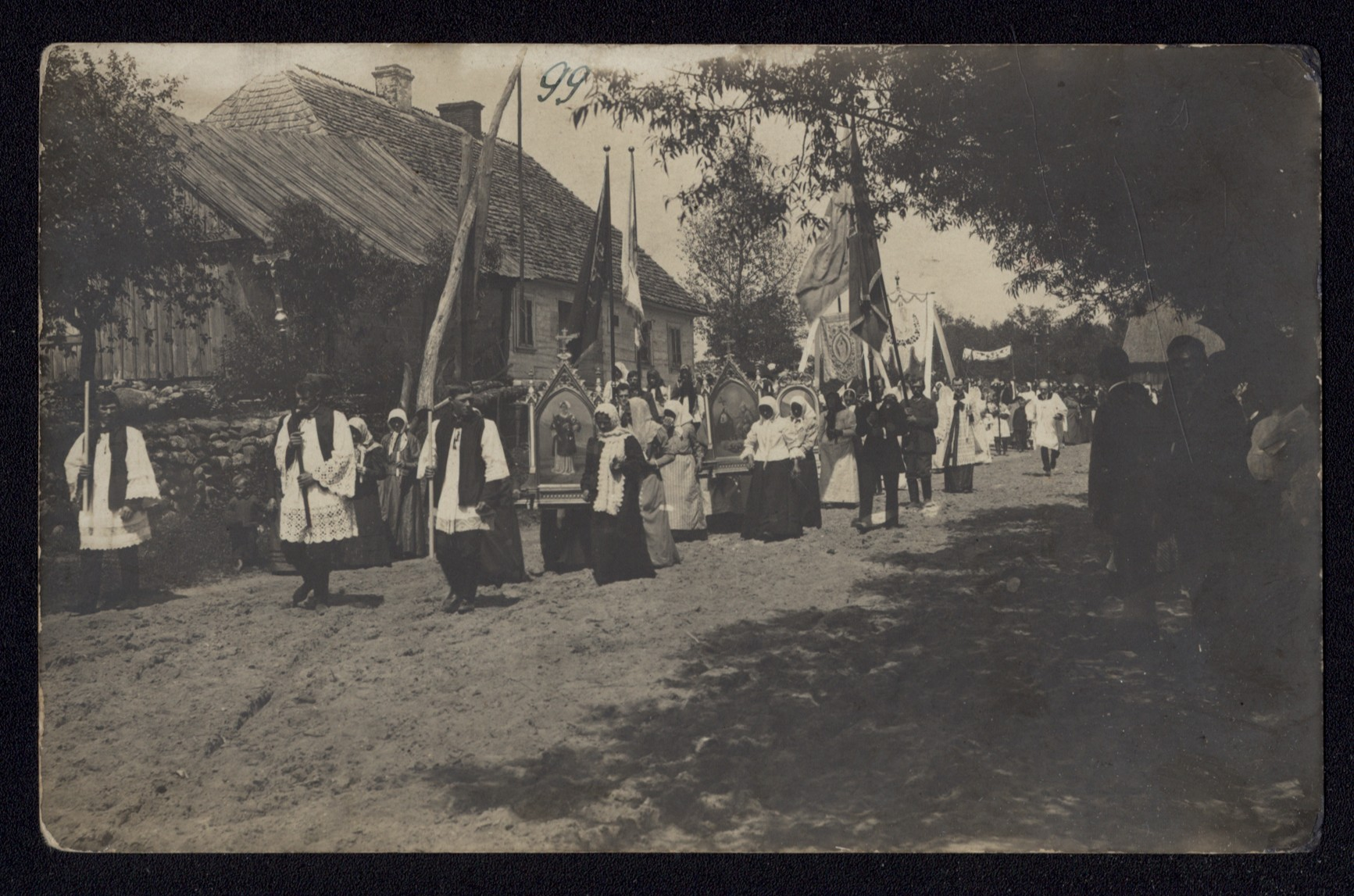
Хресний хід у Лубчі, 1912 рік.
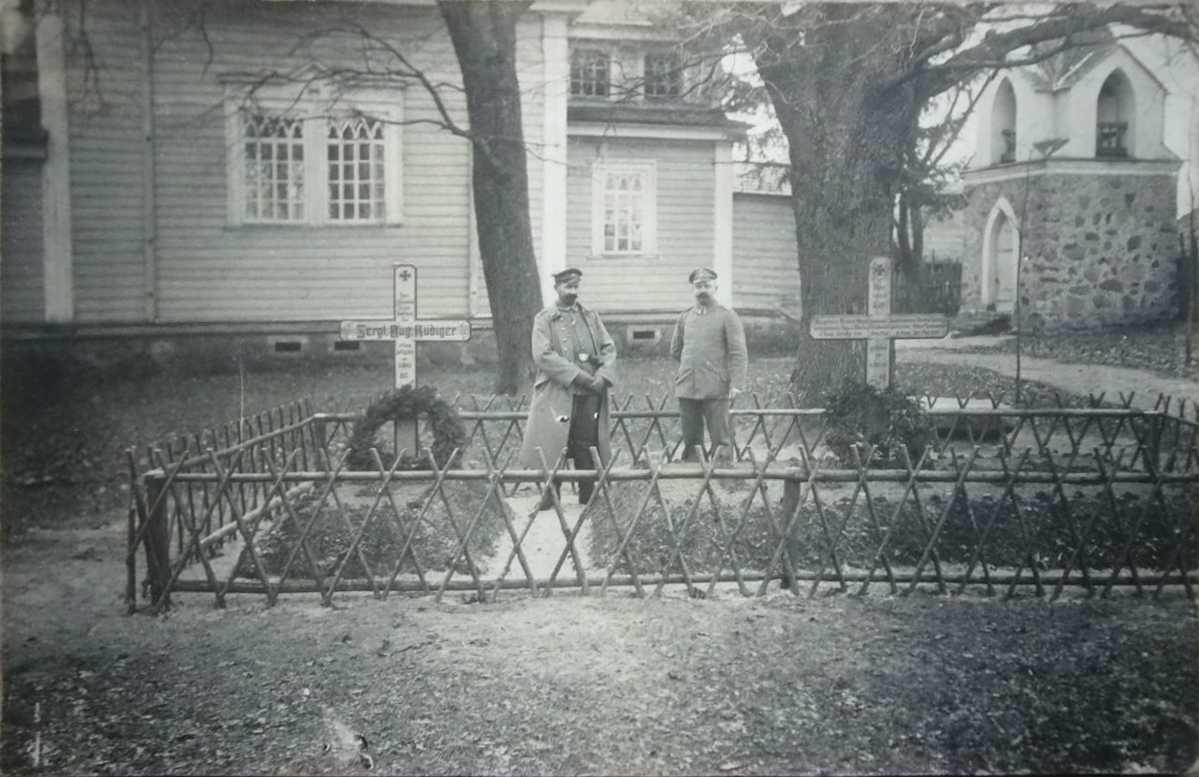
Церква, 1915 рік

## Населення

### Демографія
- XIX століття: 1830 рік — 335 осіб., з них дворян — 4, 1 духовенство, міщан євреїв — 44, міщан і селян християн — 285, 1 жебрак.[1]; 1875 рік — 770 осіб.; 1897 рік — 1509 осіб.
- XX століття: 1971 рік — 895 осіб.; 1993 рік — 393 осіб.[2]; 1997 рік — 335 осіб.[3]
- XXI століття: 2008 рік — 213 осіб.

### Інфраструктура
У Дзялитичах є школа.

## Туристична інформація

### Пам'ятки
- Єврейський цвинтар
- Синагога
- Церква Воздвиження Чесного Хреста (1876)

За 4 км на захід від Дзялятичів знаходиться пам’ятка археології – курган.

### Втрачена спадщина
- Кальвінський збірник
- Фільварок Дуби Бернатских